# Parafia św. Jana Chrzciciela w Skalbmierzu
Parafia Świętego Jana Chrzciciela – parafia rzymskokatolicka w Skalbmierzu. Należy do dekanatu skalbmierskiego diecezji kieleckiej. Założona w XII wieku. Duszpasterstwo w niej prowadzą księża diecezjalni.

## Zasięg parafii
Do parafii, oprócz wiernych ze Skalbmierza, należą wierni mieszkający we wsiach: Baranów, Boszczynek, Bronocice, Drożejowice, Kobylniki, Krępice, Kózki, Marcinów, Podgaje, Przybenice, Rosiejów, Sielec Biskupi, Sielec-Kolonia, Sietejów, Szarbia, Szczekarzów, Tempoczów-Kolonia, Tempoczów-Rędziny, Zakrzów i Zakrzówek. 